# Alinkov
| \| \| |
|       |

|  |

| \| \| |
|       |

|  |

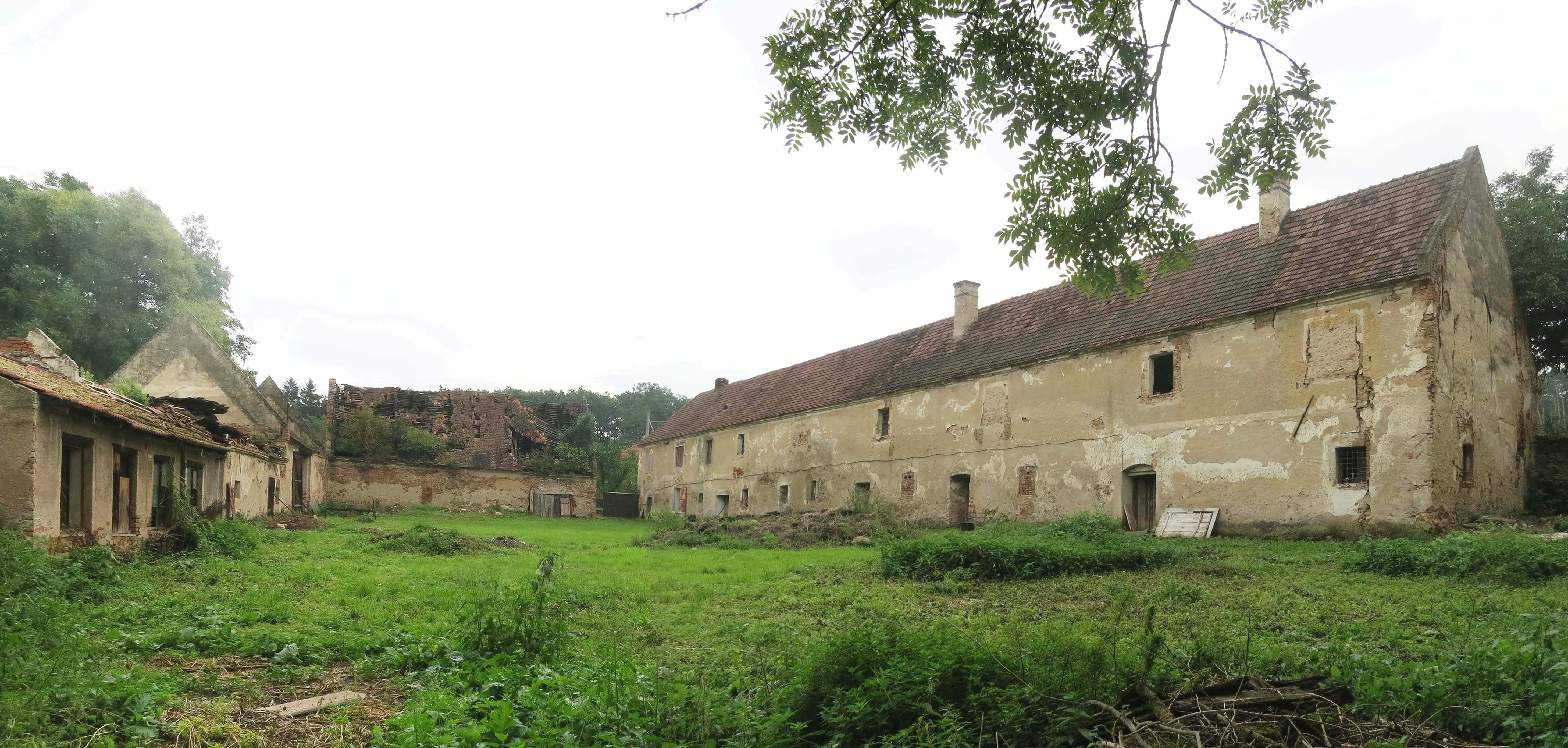
Ruinen der Brauerei, des Wohnhauses und des Stalls

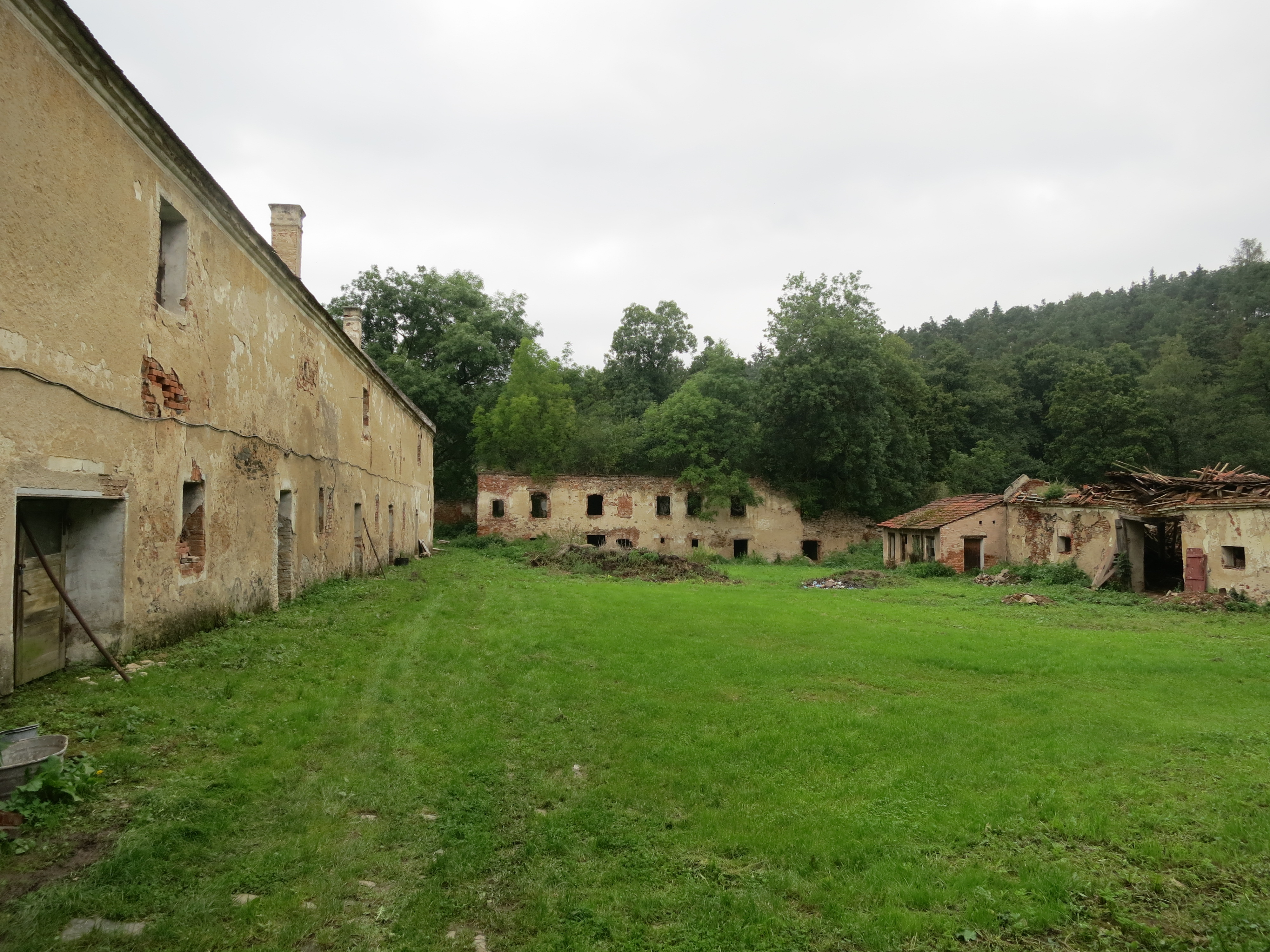
Ruinen des Wohnhauses und des Pumpenhauses

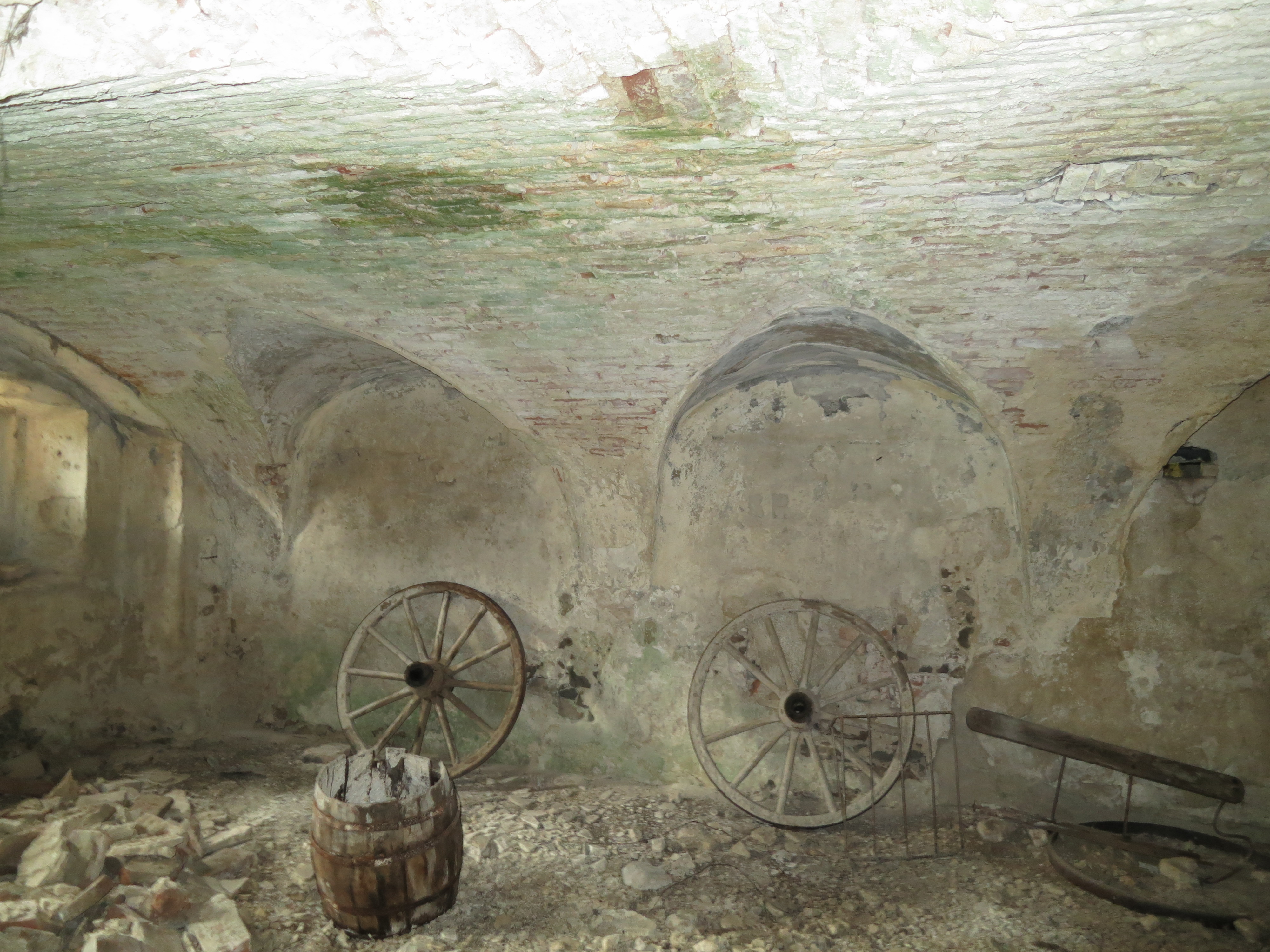
Renaissancegewölbe im Wohnhaus

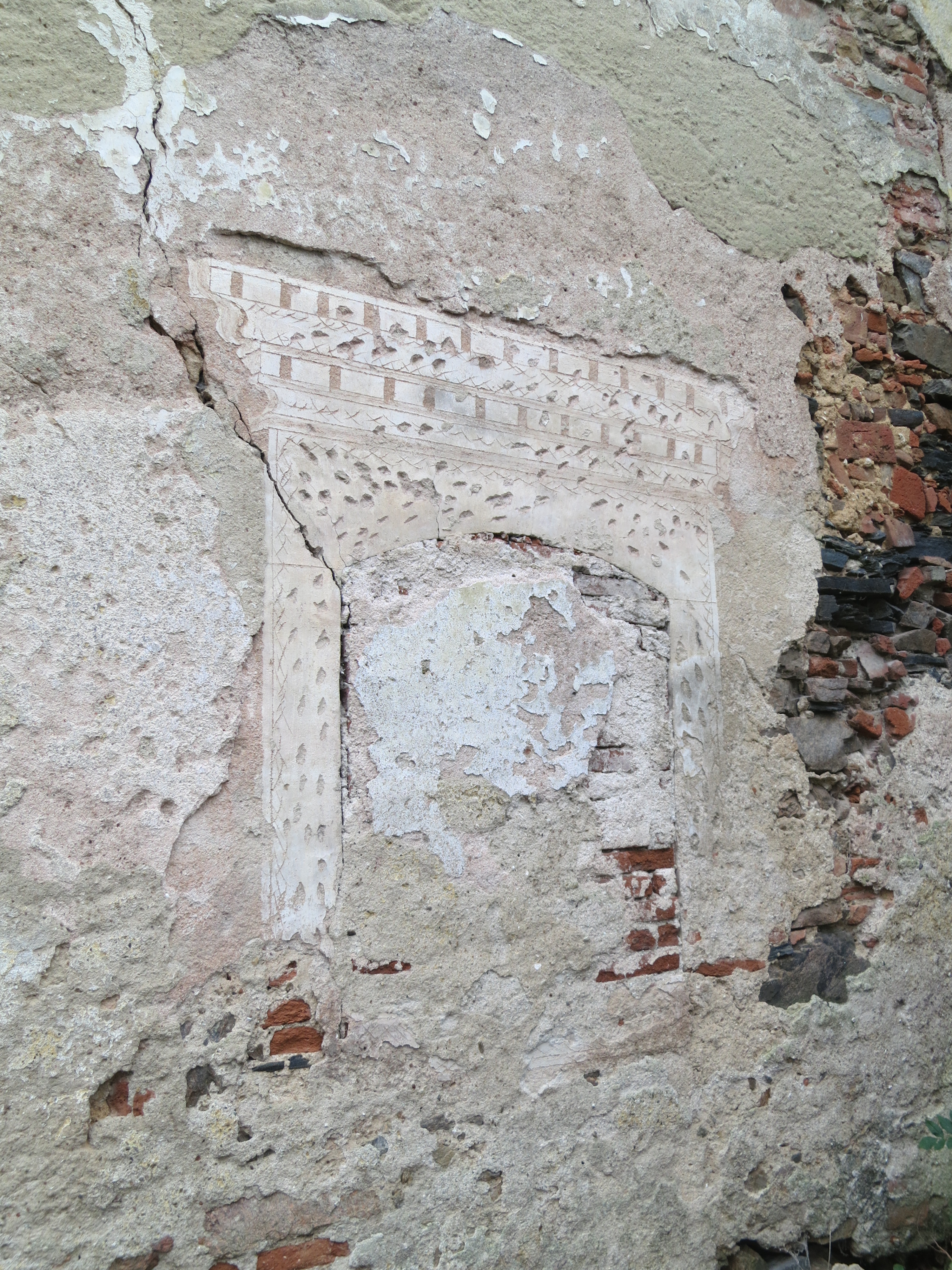
Reste von Sgraffito an der Innenwand des Badehauses

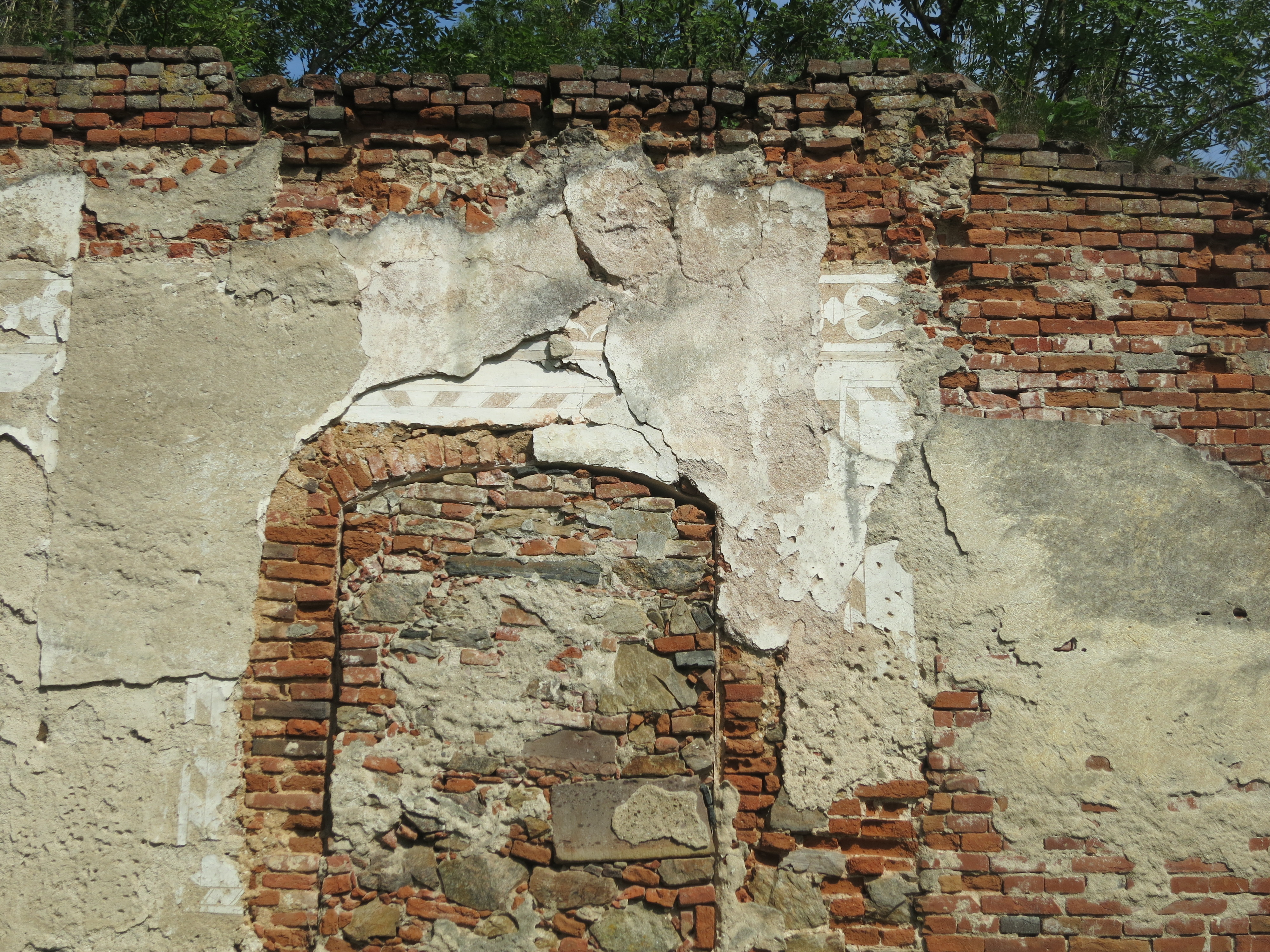
Reste von Sgraffito an der Giebelfassade des Pumpenhauses

Alinkov, auch Alínkov (deutsch Allingau, auch Alingau bzw. Alinkau) ist eine Ansiedlung in Tschechien. Sie liegt zehn Kilometer westlich von Moravský Krumlov und gehört anteilig zu den Gemeinden Horní Kounice und Čermákovice im Okres Znojmo.

## Geographie
Alinkov befindet sich am rechten Ufer der Rokytná in der Jevišovická pahorkatina (Jaispitzer Hügelland). Gegen Westen erstreckt sich der Naturpark Rokytná. Nördlich erhebt sich der Strašák (351 m.n.m.), im Südosten die Tanárka (391 m.n.m.) und südwestlich der Výhon (368 m.n.m.). 
Nachbarorte sind Dukovany und Horní Dubňany im Norden, Dolní Dubňany im Nordosten, Tulešice und Oulehlův Mlýn im Osten, Vémyslice im Südosten, Čermákovice im Süden, Medlice und Horní Kounice im Südwesten, Valův Mlýn, Spálený Mlýn und Tavíkovice im Westen sowie Zámek und Rešice im Nordwesten.

## Geschichte
Die erste urkundliche Erwähnung einer Mühle an der Rokytná bei Čermákovice erfolgte im Jahre 1270. An der Mühle führte der Fahrweg von Čermákovice durch das Rokytná-Tal nach Tulešice und Horní Dubňany.
Der Renaissancehof wurde wahrscheinlich in der zweiten Hälfte des 16. Jahrhunderts errichtet. Über die Erbauer bestehen unterschiedliche Auffassungen. Einerseits wird angenommen, dass der Besitzer von Čermákovice, Heinrich Březnický von Náchod den Hof neben der alten Mühle als Herrensitz erbauen ließ. Eine andere Sicht geht davon aus, dass zu dieser Zeit Hutterer die alte Mühle erwarben und neben dieser einen Bruderhof errichteten. Nach Untersuchungen von Jiří Pajer, der auf dem Gelände mehrere Schichten von Habanerkeramik fand, gilt es als sicher, dass der Hof von Hutterern bewohnt wurde.  
Zusammen mit Čermákovice wurde 1562 auch der Hof an die Herrschaft Tulešice angeschlossen. Zu Beginn des Dreißigjährigen Krieges überfielen am 17. Dezember 1620 kaiserliche Soldaten den Bruderhof und metzelten die Bewohner nieder. Nachdem die Hutterer 1622 durch Kaiser Ferdinand II. und Kardinal Franz Seraph von Dietrichstein des Landes verwiesen worden waren, erhielt Georg von Náchod und Lichtenburg den verlassenen Bruderhof mit der Mühle. Er ließ den ehemaligen Bruderhof zu einem herrschaftlichen Wirtschaftshof ausbauen, der den Namen Alinkov bzw. Allingau erhielt. Der Überlieferung nach wurde der Hof nach Georgs Frau Alenka benannt; andere Deutungen gehen davon aus, dass sich der Name nach der Lage des Hofes von Alleinhof herleitet. Vor 1650 entstand in Alinkov eine Brauerei. Im Jahre 1660 war Alinkov ein eigenes landtäflisches Gut, das mit dem  Gut Horní Kounice verbunden war. Mit Georgs Sohn Ferdinand Leopold Reichsgraf von Náchod und Lichtenburg (1625–1672), der die Güter 1634 geerbt hatte, erlosch das Geschlecht der Březnický von Náchod im Mannesstamme. Das Landrecht sprach die Güter am 28. April 1668 dem mährischen Vizelandkämmerer Mathias von Wunschwitz zu. 
Wunschwitz veräußerte die Güter Horní Kounice und Alinkov nach Ferdinand Leopolds Tod am 6. März 1672 für 24.900 Rheinische Gulden an Johann Ernst von Montrochier. Dieser verkaufte Horní Kounice und Alínkov mit Zugabe eines goldenen smaragdbesetzten Halsbandes am 20. März 1675 für 17.000 Rheinische Gulden an Johann Sigmund Kořensky von Tereschau und dessen Sohn Johann. Am 25. Oktober 1686 erwarb der böhmische Hoflehen- und Kammerrechtsbeisitzer Johann Rudolf Schönwitz von Ungerswerth und Adlerslöwen die Güter für 26.500 Rheinische Gulden. Dieser veräußerte Ober-Kaunitz mit Allingau am 6. August 1693 für 39.500 Rheinische Gulden an den mährischen Landrechtsbeisitzer Maximilian Ernst Freiherr Jankovsky von Vlasching (1665–1736), der später noch in den Grafenstand erhoben wurde. Maximilian Jankovsky von Vlasching schloss Ober-Kaunitz mit Allingau an sein Gut Skalitz an. Aus seiner Ehe mit Katharina Gräfin von Lamberg entsprossen die Töchter Marie Anna Leopoldina (1696–1734) und Maria Johanna (1701–1752). Mit seinem Tode erlosch das Geschlecht Jankovsky von Vlasching (Jankovský z Vlašimě) im Mannesstamme. Bis 1736 gehörte Allingau zum Gut Skalitz.
Nach Maximilians Tod erbte dessen Tochter Maria Johanna, verheiratete Cavriani das Gut Ober-Kaunitz mit Allingau. Nach deren Tod brach unter der Verwandtschaft ein Streit um das Familienerbe aus, der 1755 durch die böhmische Königin Maria Theresia zugunsten des Feldmarschalls Heinrich Dietrich Martin Joseph Graf Daun entschieden wurde. Im gleichen Jahre übernahm Marie Anna Leopoldinas Sohn Maximilian Franz Xaver Graf Daun die Güter; 1788 erbte sie dessen Sohn Johann. Nachdem Johann Graf Daun 1795 verstorben war, fielen die Güter Vöttau, Skalitz, Ober-Kaunitz, Allingau, Ober-Latein und Latein seinem minderjährigen Bruder Franz de Paula Josef († 1836) zu. Zu Beginn des 19. Jahrhunderts wurde der Amtssitz von Skalitz nach Ober-Kaunitz verlegt. 1837 erbte sein Sohn Heinrich Graf von Daun den Besitz. Die Grafen von Daun betrieben vor allem Schafzucht. 
Im Jahre 1834 war das Gut Allingau soweit mit dem Gut Ober-Kaunitz verschmolzen, dass keine separate Erfassung der Nutzflächen mehr erfolgte. Die zum Markt Ober-Kaunitz inskribierte Einschicht Allingau bestand aus einem obrigkeitlichen Meierhof und Brauhaus. Pfarr- und Amtsort war Ober-Kaunitz. Bis zur Mitte des 19. Jahrhunderts blieb Allingau den vereinigten Gütern Ober-Kaunitz, Unter-Latein, Allingau, Skalitz, Röschitz, Chlupitz, Kordula    und Biskupitz untertänig.
Nach der Aufhebung der Patrimonialherrschaften bildete Alinkov / Allingau ab 1849 einen Ortsteil der Marktgemeinde Horní Kounice im Gerichtsbezirk Kromau. 1868 wurde Alinkov Teil des Bezirkes Kromau. Die Brauerei stellte 1902 die Produktion ein. Mit dem Tode von Ottokar Graf von Daun erlosch das Geschlecht der Grafen von Daun 1904 im Mannesstamme. Auf der Grundlage eines Familienerbvertrages fielen die Güter den vier Kindern aus der Ehe von Bertha von Daun († 1856) und Karl Wilhelm von Haugwitz zu, die sich jedoch nicht über die Aufteilung des Erbes einigen konnten und die Güter zunächst verpachteten. 1905 verkauften sie das Gut Horní Kounice mit Alinkov an den Besitzer von Tavíkovice, Robert Goldschmidt. Nach dem Konkurs Goldschmidts erwarb im Frühjahr 1918 die Mährische Agrarbank beide Güter und verkaufte sie noch im selben Jahre an Josef Kobsinek.
Nach dem Ersten Weltkrieg zerfiel der Vielvölkerstaat Österreich-Ungarn, Alinkov wurde 1918 Teil der neu gebildeten Tschechoslowakischen Republik. Im Zuge der Bodenreform wurden zwischen 1923 und 1924 Teile des Gutes aufgeteilt; in dieser Zeit entstanden gegenüber dem Gut auf Čermákovicer Flur einige Häuser. Nach dem Münchner Abkommen verblieb Alinkov 1938 bei der Tschechoslowakei und wurde in den Okres Moravské Budějovice eingegliedert. Am 8. Mai 1945 besetzte die Rote Armee den Ort. Nach dem Ende des Zweiten Weltkrieges wurde Alinkov wieder Teil des Okres Moravský Krumlov. Im Jahre 1948 wurde das Gut verstaatlicht und zwei Jahre später Teil der neu gebildeten JZD Horní Kounice. Im Zuge der Aufhebung des Okres Moravský Krumlov wurde Alinkov 1961 dem Okres Znojmo zugeordnet. 
Zum Ende des 20. Jahrhunderts wurde der stark baufällige Hof Alinkov an die früheren Besitzer, die ihn zu Wohn- und Wirtschaftszwecken nutzen wollten, restituiert. Inzwischen ist der Hof zur Ruine verfallen.

## Ortsgliederung
Der Hof Alinkov (Horní Kounice Nr. 65) liegt auf den Kataster Horní Kounice. Die gegenüberliegenden Häuser Nr. 41, 44 und 56 gehören zur Gemeinde Čermákovice.

## Hof Alinkov
Jaroslav Sadílek geht davon aus, dass der prächtige Renaissancehof als Herrensitz, und nicht als Bruderhof, errichtet wurde und er diese Funktion erst 1694 verlor, als Maximilian Ernst Freiherr Jankovsky von Vlasching die Herrschaft Skalice mit dem Gut Horní Kounice unter die Verwaltung der Burg Bítov stellte. Er hält das Gebäude des Pumpenhauses für das ursprüngliche Herrenhaus.
Der Archäologe Jiří Pajer sieht in dem Hof den letzten erhaltenen Bruderhof der Hutterer in Mähren. Er vertritt die Ansicht, dass das 60 m lange Hauptgebäude, in dem später die Mälzerei untergebracht war, als Wohnhaus für ca. 150 Hutterer errichtet wurde. Die Ansicht Pajer wird auch vom Historiker Bronislav Gruna unterstützt.
Wegen des katastrophalen Zustands des Hofes forderte Pajer im Jahre 2008 die Aufnahme der Anlage in die Liste der Kulturdenkmale. 2014 schlug er dem Hejtman des Jihomoravský kraj Michal Hašek den Ankauf des Hofes und Errichtung einer Ausstellung über die Hutterer vor. Am 30. Dezember 2014 wurde der Hof Alinkov zum Kulturdenkmal erklärt.
Erhalten sind das baufällige Hauptgebäude, die Ruinen der Brauerei, eines Stalls, des Pumpenhauses sowie der Torso der Brennerei und der Mühle. Im Erdgeschoss des Hauptgebäudes und dem Pumpenhaus befinden sich Renaissancegewölbe, darunter Kellergewölbe. Reste des ursprünglichen Sgraffito sind an der Fassade des Pumpenhauses und an der Giebelseite der Mälzerei erhalten, wobei letztere nach Ansicht Pajers Teil der Innendekoration des nicht mehr erhaltenen Badehauses der Hutterer war.